# Großer Preis von Deutschland 2003
Der Große Preis von Deutschland 2003 (offiziell Grosser Mobil 1 Preis von Deutschland 2003) fand am 3. August auf dem Hockenheimring in Hockenheim statt und war das zwölfte Rennen der Formel-1-Weltmeisterschaft 2003.

## Berichte

### Hintergrund
Nach dem Großen Preis von Großbritannien führte Michael Schumacher in der Fahrerwertung mit sieben Punkten vor Kimi Räikkönen und mit 14 Punkten vor Juan Pablo Montoya. In der Konstrukteurswertung führte Ferrari mit zehn Punkten vor Williams-BMW und mit 23 Punkten vor McLaren-Mercedes.
Vor dem Rennwochenende gab es zwei Fahrerwechsel: Justin Wilson wechselte von Minardi zu Jaguar und ersetzte dort Antonio Pizzonia. Wilson wiederum wurde selbst durch den dänischen Fahrer Nicolas Kiesa ersetzt.
Mit Michael Schumacher (zweimal), Ralf Schumacher, Rubens Barrichello (jeweils einmal) traten drei ehemalige Sieger zu diesem Grand Prix an.

### Training
Vor dem Sonntagsrennen fanden vier Trainingseinheiten statt – zwei am Freitag und zwei am Samstag. Die Sitzungen am Freitagvormittag und -nachmittag dauerten jeweils eine Stunde. Das dritte und letzte Training fand am Samstagmorgen statt und dauerte 45 Minuten.
Am Freitag war David Coulthard mit einer Zeit von 1:15,523 Minuten der Schnellste. Dahinter folgten die beiden Renault von Jarno Trulli und Alonso.
Am Samstag fuhr dann Ralf Schumacher die schnellste Zeit vor Barrichello und Montoya.

### Qualifikation
Im ersten Qualifikationsabschnitt am Freitag (Vor-Qualifikation) fuhr Ralf Schumacher die schnellste Zeit vor seinem Teamkollegen Montoya und Trulli.
Im zweiten Qualifikationsabschnitt am Samstag war dann Montoya der Schnellste und sicherte sich so die Pole-Position. Ralf Schumacher wurde Zweiter vor Barrichello.

### Warm Up
Im Warm Up war Montoya der Schnellste. Ihm folgten Alonso und Olivier Panis.

### Rennen
Beim Start startete Montoya gut von der Pole-Position aus und behielt die Führung. Hinter ihm erwischten allerdings weder Ralf Schumacher noch Barrichello einen guten Start: Die beiden wurden von Trulli überholt, der auf die zweite Position vorrückte, während Räikkönen den brasilianischen Ferrari-Piloten außen flankierte. Um seine Position zu verteidigen, überquerte Ralf Schumacher die gesamte Strecke und quetschte Barrichello zwischen sein Auto und das von Räikkönen. Der Brasilianer, der keinen Platz mehr hatte, berührte schließlich den Williams des Deutschen prallte gegen Räikkönens Auto, der die Kontrolle über seinen McLaren verlor und heftig gegen die Leitplanken prallte. Barrichello musste sofort aufgeben, während Ralf Schumacher zwar noch die Box erreichen konnte, das Rennen jedoch aufgrund des Schadens an seinem Auto aufgeben musste.
Die Karambolage auf den ersten Plätzen sorgte für Chaos und verschiedene Kollisionen in der Gruppe: Heinz-Harald Frentzen wurde von Ralph Firman heftig von hinten getroffen. Beide mussten aufgeben, während Wilson, der wiederum den Jordan des Iren getroffen hatte, an die Box zurückkehrte, um seinen Jaguar zu reparieren. Damit die Rennkommissare die Strecke säubern konnten, holte die Rennleitung das Safety-Car, hinter dem sich Montoya, Trulli, Alonso, Michael Schumacher, Mark Webber, Coulthard, Panis und Cristiano da Matta aufstellten. Am Ende der vierten Runde startete das Rennen erneut: Montoya behielt vorne die Führung, während Coulthard Webber nach einem hitzigen Duell den fünften Platz entriss.
Bis zur ersten Serie von Boxenstopps, die Trulli in Runde 15 eröffnete, passierte praktisch nichts. In derselben Runde tankte auch Panis auf, während Michael Schumacher, Montoya und da Matta in Runde 17 ihre Stopps einlegten. Eine Runde später war Coulthard der letzte Spitzenreiter, der auftankte. Nach der ersten Serie von Stopps konnte Montoya einen erheblichen Vorsprung auf Trulli herausfahren und ließ seinen Rivalen sogar um fast zwei Sekunden pro Runde hinter sich: Der Kolumbianer hatte tatsächlich weniger Kraftstoff geladen als die anderen, da er mit einer Drei-Stopp-Strategie gestartet war, wie die Toyota-Piloten. Der Renault-Pilot hielt Alonso, Michael Schumacher und Coulthard hinter sich, alle recht nah beieinander, konnten aber nicht überholen. Die Situation blieb bis zur 30. Runde unverändert, als Michael Schumacher dank eines Fehlers von Alonso den dritten Platz belegte. Der erste Fahrer, der in der 32. Runde an die Box zurückkehrte, war Montoya, dessen Vorsprung gegenüber seinen Verfolgern so groß war, dass er als Erster auf die Strecke zurückkehren konnte. Die beiden Toyota-Piloten folgten und blieben auf den Plätzen sechs und sieben, während Michael Schumacher und Trulli in Runde 38 gleichzeitig an die Box kamen und der Ferrari-Pilot hinter seinem Rivalen blieb. Eine Runde später kehrte auch Alonso an die Box zurück; Der letzte Fahrer, der an die Box kam, war immer noch Coulthard, der den Spanier überholte und auf den vierten Platz vorrückte.
Montoya baute seinen Vorsprung gegenüber seinen Konkurrenten weiter aus, während Michael Schumacher sich vor Coulthard hüten musste, der den deutschen Fahrer überholte und begann, ihm zu folgen. Montoya, Panis und da Matta machten ihre letzten Boxenstopps zwischen den Runden 49 und 50 und belegten die Plätze eins, sechs und sieben. In der Zwischenzeit begann Trulli unter einem Leistungsabfall zu leiden: Dem Italiener schlossen sich die beiden ihm folgenden Fahrer an und es begann ein langes Duell mit Michael Schumacher. Nachdem sein Rivale mehrere Versuche abgewehrt hatte, setzte sich der Deutsche in der 58. Runde gegen Trulli durch, überholte ihn mit einem entscheidenden Manöver und nutzte auch den äußeren Teil der Strecke aus. Eine Runde später überholte auch Coulthard den Renault-Piloten und rückte auf die dritte Position vor. Doch in Runde 63 erlitt Schumachers Ferrari einen Reifenschaden am linken Hinterreifen, möglicherweise weil er von der Strecke abgekommen war, um Trulli zu überholen. Der deutsche Fahrer schaffte es, die Box zu erreichen, rutschte aber auf den siebten Platz ab. Montoya holte sich seinen zweiten Saisonsieg und überquerte die Ziellinie mehr als eine Minute vor Coulthard und Trulli, die zum ersten Mal seit dem Großen Preis von Europa 1999 wieder auf dem Podium standen. Alonso belegte den vierten Platz, gefolgt von Panis, da Matta, Michael Schumacher und Button, der den letzten verfügbaren Punkt holte.
Dank dieses Sieges und der Rückschläge der Schumacher-Brüder und Räikkönen gelang Montoya der Wiederaufstieg in die Meisterschaft, wo er auf den zweiten Platz vorrückte und den Finnen überholte. Williams verkürzte den Rückstand auf Ferrari in der Konstrukteurswertung auf zwei Punkte.

## Meldeliste
| Team                       | Nr. | Fahrer                | Chassis         | Motor                 | Reifen |
| -------------------------- | --- | --------------------- | --------------- | --------------------- | ------ |
| Scuderia Ferrari Marlboro  | 01  | Michael Schumacher    | Ferrari F2002   | Ferrari 3.0 V10       | B      |
| Scuderia Ferrari Marlboro  | 02  | Rubens Barrichello    | Ferrari F2002   | Ferrari 3.0 V10       | B      |
| BMW.WilliamsF1 Team        | 03  | Juan Pablo Montoya    | Williams FW25   | BMW 3.0 V10           | M      |
| BMW.WilliamsF1 Team        | 04  | Ralf Schumacher       | Williams FW25   | BMW 3.0 V10           | M      |
| West McLaren Mercedes      | 05  | David Coulthard       | McLaren MP4-17D | Mercedes-Benz 3.0 V10 | M      |
| West McLaren Mercedes      | 06  | Kimi Räikkönen        | McLaren MP4-17D | Mercedes-Benz 3.0 V10 | M      |
| Mild Seven Renault F1 Team | 07  | Jarno Trulli          | Renault R23     | Renault 3.0 V10       | M      |
| Mild Seven Renault F1 Team | 08  | Fernando Alonso       | Renault R23     | Renault 3.0 V10       | M      |
| Sauber Petronas            | 09  | Nick Heidfeld         | Sauber C22      | Petronas 3.0 V10      | B      |
| Sauber Petronas            | 10  | Heinz-Harald Frentzen | Sauber C22      | Petronas 3.0 V10      | B      |
| Jordan-Ford                | 11  | Giancarlo Fisichella  | Jordan EJ13     | Ford RS 3.0 V10       | B      |
| Jordan-Ford                | 12  | Ralph Firman          | Jordan EJ13     | Ford RS 3.0 V10       | B      |
| Jaguar Racing              | 14  | Mark Webber           | Jaguar R4       | Cosworth 3.0 V10      | M      |
| Jaguar Racing              | 15  | Justin Wilson         | Jaguar R4       | Cosworth 3.0 V10      | M      |
| Lucky Strike BAR Honda     | 16  | Jacques Villeneuve    | BAR 005         | Honda 3.0 V10         | B      |
| Lucky Strike BAR Honda     | 17  | Jenson Button         | BAR 005         | Honda 3.0 V10         | B      |
| Minardi F1 Team            | 18  | Nicolas Kiesa         | Minardi PS03    | Cosworth 3.0 V10      | B      |
| Minardi F1 Team            | 19  | Jos Verstappen        | Minardi PS03    | Cosworth 3.0 V10      | B      |
| Panasonic Toyota Racing    | 20  | Olivier Panis         | Toyota TF103    | Toyota 3.0 V10        | M      |
| Panasonic Toyota Racing    | 21  | Cristiano da Matta    | Toyota TF103    | Toyota 3.0 V10        | M      |

## Klassifikationen

### Qualifying
| Pos. | Fahrer                | Konstrukteur     | Q1         | Q2       | Start |
| ---- | --------------------- | ---------------- | ---------- | -------- | ----- |
| 01   | Juan Pablo Montoya    | Williams-BMW     | 1:14,673   | 1:15,167 | 01    |
| 02   | Ralf Schumacher       | Williams-BMW     | 1:14,427   | 1:15,185 | 02    |
| 03   | Rubens Barrichello    | Ferrari          | 1:15,399   | 1:15,488 | 03    |
| 04   | Jarno Trulli          | Renault          | 1:15,004   | 1:15,679 | 04    |
| 05   | Kimi Räikkönen        | McLaren-Mercedes | 1:15,276   | 1:15,874 | 05    |
| 06   | Michael Schumacher    | Ferrari          | 1:15,456   | 1:15,898 | 06    |
| 07   | Olivier Panis         | Toyota           | 1:15,471   | 1:16,034 | 07    |
| 08   | Fernando Alonso       | Renault          | 1:15,214   | 1:16,483 | 08    |
| 09   | Cristiano da Matta    | Toyota           | 1:16,450   | 1:16,550 | 09    |
| 10   | David Coulthard       | McLaren-Mercedes | 1:15,557   | 1:16,666 | 10    |
| 11   | Mark Webber           | Jaguar-Cosworth  | 1:15,030   | 1:16,775 | 11    |
| 12   | Giancarlo Fisichella  | Jordan-Ford      | 1:17,111   | 1:16,831 | 12    |
| 13   | Jacques Villeneuve    | BAR-Honda        | keine Zeit | 1:17,090 | 13    |
| 14   | Heinz-Harald Frentzen | Sauber-Petronas  | 1:15,968   | 1:17,169 | 14    |
| 15   | Nick Heidfeld         | Sauber-Petronas  | 1:15,985   | 1:17,557 | 15    |
| 16   | Justin Wilson         | Jaguar-Cosworth  | 1:15,373   | 1:18,021 | 16    |
| 17   | Jenson Button         | BAR-Honda        | 1:15,754   | 1:18,085 | 17    |
| 18   | Ralph Firman          | Jordan-Ford      | 1:17,044   | 1:18,341 | 18    |
| 19   | Jos Verstappen        | Minardi-Cosworth | 1:17,702   | 1:19,023 | 19    |
| 20   | Nicolas Kiesa         | Minardi-Cosworth | keine Zeit | 1:19,174 | 20    |

### Rennen
| Pos. | Fahrer                | Konstrukteur     | Runden | Stopps | Zeit        | Start | Schnellste Runde |
| ---- | --------------------- | ---------------- | ------ | ------ | ----------- | ----- | ---------------- |
| 01   | Juan Pablo Montoya    | Williams-BMW     | 67     | 3      | 1:28:48,769 | 01    | 1:14,917 (14.)   |
| 02   | David Coulthard       | McLaren-Mercedes | 67     | 2      | + 1:05,459  | 10    | 1:16,003 (14.)   |
| 03   | Jarno Trulli          | Renault          | 67     | 2      | + 1:09,060  | 04    | 1:15,740 (13.)   |
| 04   | Fernando Alonso       | Renault          | 67     | 2      | + 1:09,344  | 08    | 1:16,060 (16.)   |
| 05   | Olivier Panis         | Toyota           | 66     | 3      | + 1 Runde   | 07    | 1:15,883 (34.)   |
| 06   | Cristiano da Matta    | Toyota           | 66     | 3      | + 1 Runde   | 09    | 1:16,051 (35.)   |
| 07   | Michael Schumacher    | Ferrari          | 66     | 3      | + 1 Runde   | 06    | 1:16,081 (36.)   |
| 08   | Jenson Button         | BAR-Honda        | 66     | 2      | + 1 Runde   | 17    | 1:17,430 (41.)   |
| 09   | Jacques Villeneuve    | BAR-Honda        | 65     | 2      | + 2 Runden  | 13    | 1:18,235 (65.)   |
| 10   | Nick Heidfeld         | Sauber-Petronas  | 65     | 3      | + 2 Runden  | 15    | 1:18,036 (10.)   |
| 11   | Mark Webber           | Jaguar-Cosworth  | 64     | 2      | DNF         | 11    | 1:17,754 (46.)   |
| 12   | Nicolas Kiesa         | Minardi-Cosworth | 62     | 3      | + 5 Runden  | 20    | 1:20,171 (26.)   |
| 13   | Giancarlo Fisichella  | Jordan-Ford      | 60     | 3      | DNF         | 12    | 1:18,145 (51.)   |
| –    | Jos Verstappen        | Minardi-Cosworth | 23     | 2      | DNF         | 19    | 1:20399 (06.)    |
| –    | Justin Wilson         | Jaguar-Cosworth  | 6      | 1      | DNF         | 16    | 1:19,441 (03.)   |
| –    | Ralf Schumacher       | Williams-BMW     | 1      | 0      | DNF         | 02    | –                |
| –    | Heinz-Harald Frentzen | Sauber-Petronas  | 1      | 0      | DNF         | 14    | –                |
| –    | Rubens Barrichello    | Ferrari          | 0      | 0      | DNF         | 03    | –                |
| –    | Kimi Räikkönen        | McLaren-Mercedes | 0      | 0      | DNF         | 05    | –                |
| –    | Ralph Firman          | Jordan-Ford      | 0      | 0      | DNF         | 18    | –                |

## WM-Stände nach dem Rennen
Die ersten acht des Rennens bekamen 10, 8, 6, 5, 4, 3, 2 bzw. 1 Punkt(e).

### Fahrerwertung
| Pos. | Fahrer               | Konstrukteur     | Punkte |
| ---- | -------------------- | ---------------- | ------ |
| 01   | Michael Schumacher   | Ferrari          | 71     |
| 02   | Juan Pablo Montoya   | Williams-BMW     | 65     |
| 03   | Kimi Räikkönen       | McLaren-Mercedes | 62     |
| 04   | Ralf Schumacher      | Williams-BMW     | 53     |
| 05   | Rubens Barrichello   | Ferrari          | 49     |
| 06   | Fernando Alonso      | Renault          | 44     |
| 07   | David Coulthard      | McLaren-Mercedes | 41     |
| 08   | Jarno Trulli         | Renault          | 22     |
| 09   | Jenson Button        | BAR-Honda        | 12     |
| 10   | Mark Webber          | Jaguar-Cosworth  | 12     |
| 11   | Giancarlo Fisichella | Jordan-Ford      | 10     |

| Pos. | Fahrer                | Konstrukteur                       | Punkte |
| ---- | --------------------- | ---------------------------------- | ------ |
| 12   | Cristiano da Matta    | Toyota                             | 8      |
| 13   | Heinz-Harald Frentzen | Sauber-Petronas                    | 7      |
| 14   | Olivier Panis         | Toyota                             | 6      |
| 15   | Jacques Villeneuve    | BAR-Honda                          | 3      |
| 16   | Nick Heidfeld         | Sauber-Petronas                    | 2      |
| 17   | Ralph Firman          | Jordan-Ford                        | 1      |
| 18   | Antonio Pizzonia      | Jaguar-Cosworth                    | 0      |
| 19   | Jos Verstappen        | Minardi-Cosworth                   | 0      |
| 20   | Justin Wilson         | Minardi-Cosworth / Jaguar-Cosworth | 0      |
| 21   | Nicolas Kiesa         | Minardi-Cosworth                   | 0      |

### Konstrukteurswertung
| Pos. | Konstrukteur     | Punkte |
| ---- | ---------------- | ------ |
| 01   | Ferrari          | 120    |
| 02   | Williams-BMW     | 118    |
| 03   | McLaren-Mercedes | 103    |
| 04   | Renault          | 66     |
| 05   | BAR-Honda        | 15     |

| Pos. | Konstrukteur     | Punkte |
| ---- | ---------------- | ------ |
| 06   | Toyota           | 14     |
| 07   | Jaguar-Cosworth  | 12     |
| 08   | Jordan-Ford      | 11     |
| 09   | Sauber-Petronas  | 9      |
| 10   | Minardi-Cosworth | 0      |